# Andrea Blackett
Andrea Blackett, född den 24 januari 1976 i London, Barbados, är en före detta barbadisk friidrottare som tävlade i häcklöpning främst på 400 meter häck.
Blackett var i final vid VM 1997 i Aten där hon slutade på en åttonde plats. Året efter kom hennes största framgång då hon vann guldet vid Samväldesspelen. Hon var även i final vid VM 1999 då hon slutade på fjärde plats på tiden 53,36.
Vid OS 2000 blev hon utslagen i semifinalen. Även vid VM 2001 missade hon finalen. Däremot var hon i final vid VM 2003 och slutade då på sjätte plats på tiden 54,79.
Vid både OS 2004 och vid VM 2007 blev hon utslagen i försöken. Dock blev VM 2005 en framgång då hon slutade sexa på tiden 55,06.

## Personliga rekord
- 400 meter häck - 53,36